# Údolí včel
Údolí včel é um filme tchecoslovaco do gênero drama histórico lançado em 1968, dirigido por František Vláčil e escrito por Vladimír Körner.

## Enredo
Depois de seu pai se casar com uma esposa adolescente, Ondroej é enviado para um internato religioso. Após alguns anos lá, ele começa a refletir sobre questões existenciais e suas crenças, resolve então fugir e voltar para casa. Explorando a natureza da fé e da dúvida o diretor tcheco Frantisek Vlacil constrói uma obra poética ambientada na Idade Média.

## Produção
O filme reutilizou partes do design do último filme do mesmo diretor Marketa Lazarová, que também tinha como foco a idade média, assim facilitando a produção e o design do filme.